# Katedrální kapitula u sv. Mikuláše České Budějovice

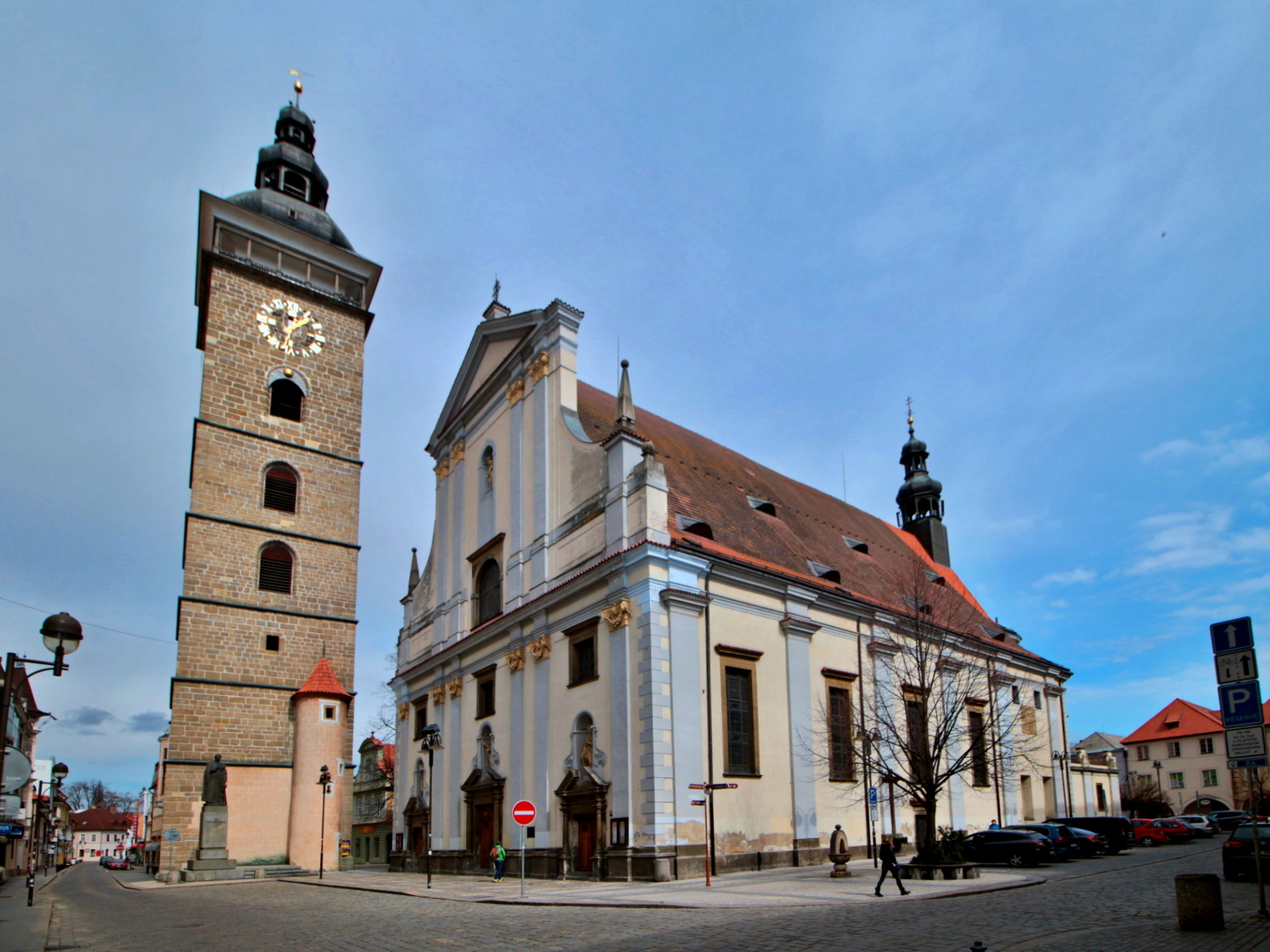
Katedrála svatého Mikuláše v Českých Budějovicích

Katedrální kapitula u sv. Mikuláše České Budějovice byla založena současně se zřízením českobudějovické diecéze v roce 1785.

## Historie
Zakladatelem kapituly v Českých Budějovicích byl rakouský císař Josef II., který stanovil hodnosti a počet členů kapituly na tři dignity – preláty (probošt, děkan, kustod) a čtyři kanovníky, přičemž jeden z kanovníků měl zastávat funkci českobudějovického děkana a z řad kanovníků měl být vybírán generální vikář českobudějovické diecéze. V roce 1871 byla zřízena instituce čestných kanovníků této kapituly, prvním čestným kanovníkem byl jmenován Jan Cori.
Dvorním dekretem jim bylo dovoleno nosit oválný odznak, na jehož jedné straně bylo vyryto jméno patrona katedrály, na straně druhé jméno zakladatele. Později, na žádost budějovického biskupa Františka Schönborna, papež Lev XIII. dovolil, aby odznak, vložený do rubínového emailového kříže s bílým okrajem, kanovníci nosili na zlatém či pozlaceném řetězu. Kapitulní probošt a děkan dostali i tzv. právo pontifikálií.
Původně tvořili kanovníci poradní sbor biskupův a jako členové konzistoře vyřizovali přidělené referáty, vypomáhali v duchovní správě, v církevních školách působili jako pedagogové a inspektoři, významně působili také i v katolických spolcích. Kapitula, jejíž kontinuita nebyla nikdy přerušena, podléhá přímé autoritě diecézního biskupa a je samostatnou právnickou osobou.
Posláním kapituly je vykonávat v katedrále sv. Mikuláše slavnostnější bohoslužby, udržovat a pečovat o důstojnost a slavnostní charakter liturgie, plnit povinnosti a úkoly, které jí určí diecézní biskup.
V roce 1987 měla kapitula už jen dva kanovníky, a proto musela být její činnost pozastavena. Opět byla obnovena v roce 2000, kdy byli jmenováni čtyři noví sídelní kanovníci a čtyři čestní kanovníci.
Stanovy kapituly se v průběhu dějin několikrát upravovaly, aby lépe odpovídaly potřebám doby. Poslední úprava stanov byla provedena roku 2012 a řídí se ve své činnosti platným Kodexem církevního práva.
Katedrální kapituly měla od svého založení až do současnosti 91 sídelních kanovníků a 57 čestných kanovníků.
Zatím poslední instalace nových kanovníků proběhla na svátek Povýšení svatého Kříže 14. září 2012. Z důvodu opravy katedrály sv. Mikuláše se konala v kostele Obětování Panny Marie v Českých Budějovicích. Nově jmenovaní kanovníci při slavnostních nešporách při vlastní instalaci složili vyznání víry a přísahu věrnosti. Českobudějovický biskup Jiří Paďour po pronesení instalační formule předal každému z nových kanovníků odznaky kanovníka katedrální kapituly: mozetu, numisma, prsten a biret.

## Zemřelí kanovníci
- Josef Pingas (asi 1745 – 24. srpna 1822, děkan)
- Josef Novák (6. září 1767 – 13. května 1844, kanovníkem od roku 1817, pozdější arcibiskup v Zadaru)
- Anton Klink (1775 – 13. května 1839, kanovníkem od roku 1809)
- Václav Angelis (22. října 1776 – 16. září 1853, kanovníkem od roku 1827, proboštem od roku 1849)
- ThDr. Karel Hanl z Kirchtreu (4. září 1782 – 7. října 1874, kanovníkem od srpna 1822)
- Karel Halík (6. června 1787 – 28. června 1849, probošt)
- Josef Leeb (18. března 1788 – 27. února 1857, děkan a později probošt)
- František Schnölzel (1. prosince 1799 – 16. listopadu 1872, děkan)
- Josef Kautz (7. ledna 1791 – 26. května 1868, děkan a později probošt)
- Jan Kubíček (2. února 1803 – 30. dubna 1892, děkan a později probošt)
- prof. Vojtěch Mokrý (14. dubna 1803 – 3. října 1882, probošt)
- Jan Schawel (28. března 1813 – 2. října 1887, děkan a později probošt)
- Vilém Králík (28. srpna 1819 – 16. ledna 1909, děkan a později probošt)
- Antonín Skočdopole (2. prosince 1828 – 16. ledna 1919, kanovník)
- František Jánský (16. ledna 1829 – 6. července 1899, kanovníkem od roku 1888, děkanem od roku 1898)
- Petr Špelina (2. července 1830 – 16. prosince 1897, děkan)
- Msgre. Adolf Rodler (4. dubna 1843 – 31. prosince 1912, děkan)
- Mathias Wonesch (3. ledna 1848 – 27. března 1932, děkan a později probošt)
- Jakub Sponar (1. července 1849 – 9. srpna 1910, kanovníkem od roku 1894)
- Václav Macek (7. října 1849 – 22. června 1906, kanovníkem od roku 1898)
- Msgre. Josef Brenner (7. února 1852 – 26. července 1924, kanovníkem od roku 1909, děkanem od roku 1914)
- Alois Simeth (18. února 1868 – 2. října 1934, kanovníkem od roku 1912)
- Msgre. prof. ThDr. Jan Praschl († v květnu 1939, děkan a později probošt)
- Msgre. Leonard Rendl (čestný kanovník)
- Vojtěch Tupý (čestný kanovník)
- Msgre. Karel Boček (3. ledna 1871 – 18. října 1957, kanovníkem od roku 1924, proboštem od července 1939)
- František Jan Kroiher (2. prosince 1871 – 17. června 1948, čestný kanovník)
- Msgre. Josef Pavlovic (1872 – 26. září 1934, kanovník)
- Msgre. Václav Řepa (1872 – 9. června 1948, kanovníkem od roku 1933, kustodem cca od roku 1945)
- Msgre. Jan Cais (1. dubna 1878 – 20. dubna 1950, kanovníkem od 1. dubna 1935, děkanem od 17. listopadu 1947)
- František Gabriel (kanovníkem od 1. března 1951, děkanem cca od roku 1955, proboštem od 15. března 1958)
- Msgre. ThDr. Jan Roubal (1885 – 27. března 1962, čestným kanovníkem od 21. prosince 1948)
- Antonín Hála (čestným kanovníkem od 21. prosince 1948)
- František Matyášek (čestným kanovníkem od 21. prosince 1948)
- Msgre. Josef Neubauer (22. srpna 1887 30. září 1962, kanovníkem od března 1935, po druhé světové válce odsunut do Německa)
- Msgre. Antonín Bořek-Dohalský (23. října 1889 – 3. září 1942, kanovníkem od roku 1931)
- Jan Nepomuk Šanda (3. listopadu 1889 – 1969, kanovníkem cca od roku 1950, kustodem od 15. března 1958)
- Msgre. prof. Karel Reban (19. října 1892 – 1. listopadu 1957, kanovníkem jmenován v lednu 1948, kustodem jmenován v listopadu 1948, obě jmenování však byla státem uznána až dodatečně 18. června 1952, a proto byl 21. prosince 1948 jmenován čestným kanovníkem)
- Václav Bártl (kanovníkem jmenován v roce 1948, jmenování však nebylo státem uznáno, a proto byl 21. prosince 1948 jmenován čestným kanovníkem)
- Antonín Jarolímek (21. května 1894 – 2. března 1970, kanovníkem jmenován v roce 1948, jmenování však nebylo státem uznáno, a proto byl 21. prosince 1948 jmenován čestným kanovníkem)
- Václav Klabouch (28. září 1895 – 3. února 1967, kanovníkem od 15. března 1958)
- Antonín Titman (8. února 1910 – 11. září 1970, kanovníkem od 1. března 1951)
- František Čech († 4. května 1951, kanovníkem od 1. března 1951)
- prof. ThDr. Jaroslav Kadlec (10. března 1911 – 3. ledna 2004, čestným kanovníkem od 1. února 2000)
- Miloslav Trdla (27. října 1912 – 7. ledna 1974, kanovníkem od května 1955)
- Mons. Josef Kavale (19. prosince 1919 – 21. srpna 2011, kanovníkem od 2. srpna 1973, proboštem od května 2000)
- Mons. Václav Dvořák (28. prosince 1921 – 30. července 2008, kanovníkem od 1. února 2000)
- Jan Kopačka († 1987, kanovníkem od 2. srpna 1973)
- Michal Tkáč (4. května 1931 – 15. srpna 2008, čestným kanovníkem od 1. února 2000)
- František Hobizal (10. března 1933 – 8. července 2001, čestným kanovníkem od 1. února 2000)
- Vladimír Vlček (28. března 1924 – 1. května 2014, čestným kanovníkem od 1. února 2000)
- Jan Janoušek (29. srpna 1940 – 6. prosince 2022, zemřel v den uvedení do úřadu čestného kanovníka)

... a řada dalších

## Současní kanovníci
Stav od roku 2015

### Sídelní kanovníci
- probošt: Mons. Mgr. Pavel Posád – světící biskup českobudějovický (kanovníkem od 20. září 2010, proboštem od 3. ledna 2012)
- děkan: Dr. Zdeněk Mareš, ThD. – administrátor farnosti u katedrály sv. Mikuláše v Českých Budějovicích (narozen 6. května 1964, kanovníkem od 20. září 2010)
- kustod: Mons. Mgr. Adolf Pintíř (kanovníkem od 20. září 2010)
- Josef Stolařík (kanovníkem od 14. září 2012)
- Václav Pícha, JC.D. (kanovníkem od 14. září 2012)
- Pavel Liška (kanovníkem od 14. září 2012)
- ThLic. David Henzl – generální vikář biskupství českobudějovického (kanovníkem od 28. září 2015)

### Emeritní kanovníci
- Mons. Václav Kulhánek – kancléř biskupství českobudějovického (narozen 14. února 1930, kanovníkem od 1. února 2000, kanovník penitenciář)
- Mons. Václav Habart – probošt v Jindřichově Hradci (kanovníkem od 1. února 2000)

## Čestní kanovníci
- Adolf Kubeš (kanovníkem od 14. září 2012)
- Mons. prof. ThDr. Karel Skalický, Th.D. (kanovníkem od 14. září 2012)
- Karel Vrba (kanovníkem od 14. září 2012)
- Miroslav Nikola (kanovníkem od 14. září 2012)
- František Halaš (kanovníkem od 14. září 2012)
- Siegfried Weber (kanovníkem od 28. září 2015)
- Prof. ThLic. Paedr. Martin Weis, Th.D. (kanovníkem od 28. září 2015)